# David Joyce
David Patrick Joyce, född 17 mars 1957 i Cleveland, är en amerikansk republikansk politiker. Han är ledamot av USA:s representanthus sedan 2013.
Joyce avlade 1979 kandidatexamen och 1982 juristexamen vid University of Dayton. Han har varit verksam som försvarsadvokat och som åklagare.